# Янь Лібень
Янь Лібень (кит.: 閻立本; піньїнь Yán Lìběn; нар. бл. 600 — пом. 673) — китайський художник, який належить до найбільших художників раннього періоду династії Тан. Стародавні історики мистецтва Чжу Цзінсюань (IX ст.) І Чжан Яньюань (IX ст.) залишили його короткі життєписи. Відомості про нього збереглися також в танських хроніках, однак не всі факти з цих джерел збігаються.

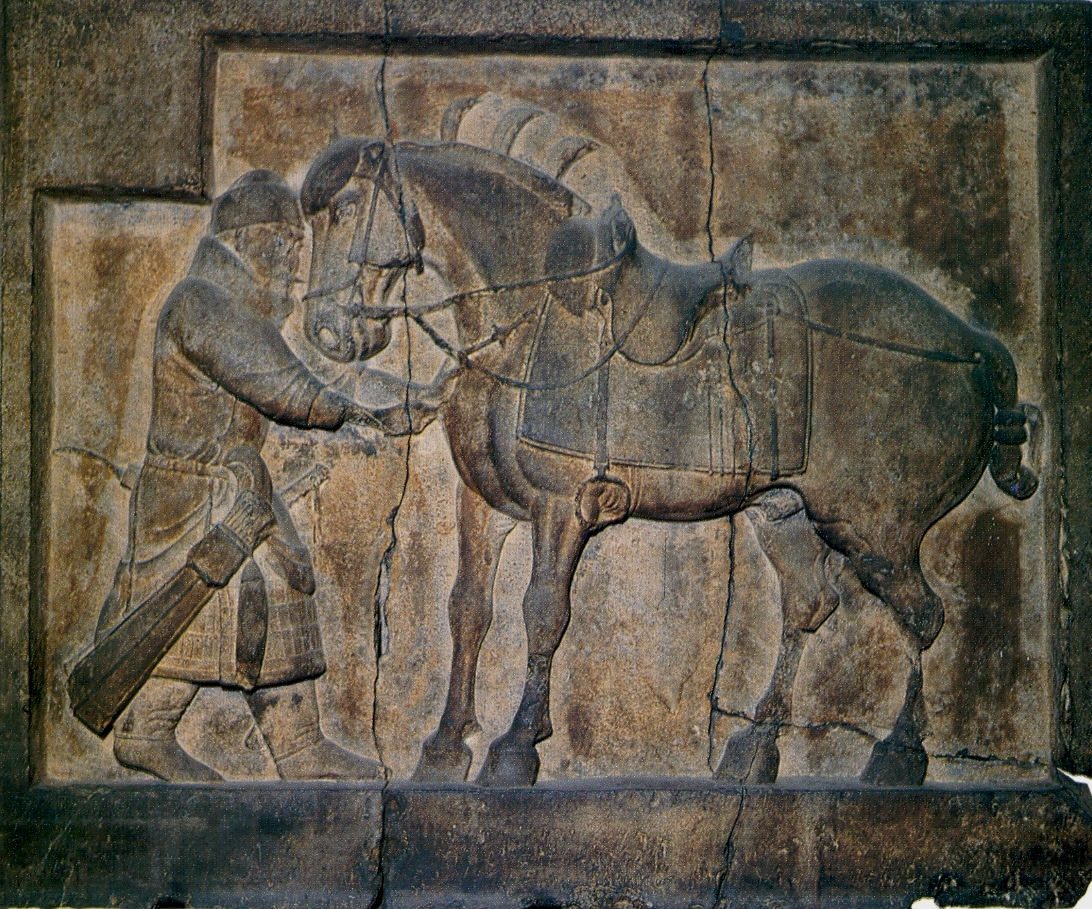
Янь Лібень. «Воїн виймає стрілу з грудей бойового коня». Рельєф з фронтону гробниці імператора Тайцзуна в Ліцюані (Шаньсі). 637 р. Музей мистецтва Університету Пенсільванії, Філадельфія.

## Життєпис
Янь Лібень жив в Танську епоху. Точні дані його життя невідомі, але судячи за наявними документальними даними він жив у період правління Лі Шиміна (імператора Тай-цзун). Родина проживала Гуаньчжун (околиця Сіаня). Його батько Янь Бі мав різньосторонні таланти і за своє життя встиг послужити двом династіям — Північної Чжоу (557–578) і Сунь (581–618) як експерт з архітектури та образотворчого мистецтва, а також інженера з будівництва. Існують свідчення, що за такі заслуги правитель Північного Чжоу У-ді (543–578) видав за нього принцесу, а коли на зміну Північної Чжоу прийшла династія Суй, Янь Бі виготовив «мудрі і красиві речі», щоб улестити імператора Ян-ді (605–617). Янь Бі також займався організацією імператорських урочистих процесій, винаходом зброї і наглядом за будівництвом ділянки Великої китайської стіни.
Свого мистецтва Янь Бі навчив синів — Янь Ліде і Янь Лібень, які стали придворними художниками.
Брати будували танський імператорський мавзолей і прилучились до створення шести знаменитих кам'яних рельєфів із зображенням коней на фронтоні гробниці Тайцзуна. Згідно з історичними свідченнями, рельєфи були виготовлені за малюнками Янь Лібеня відповідно до указу Тайцзуна в 637 році (чотири з них нині зберігаються в Музеї Сіаня, а два у Філадельфії). Відомо, що брати також разом писали деякі картини.
Після смерті брата Янь Лібень зайняв його посаду при імператорському дворі. Коли Лі Шимінь ще не був зведений на престол, в 626 році він звелів Янь Лібеню написати портрети своїх 18 сподвижників, які пізніше допомогли йому зайняти престол. В 643 році, вже ставши імператором, Лі Шимінь наказав Янь Лібеню написати портрети 20 заслужених сановників і воєначальників. Портрети були вивішені в одному з павільйонів імператорського палацу — «Лін'яньге», і про них стали говорити як про «портретної галереї Лін'яньге».

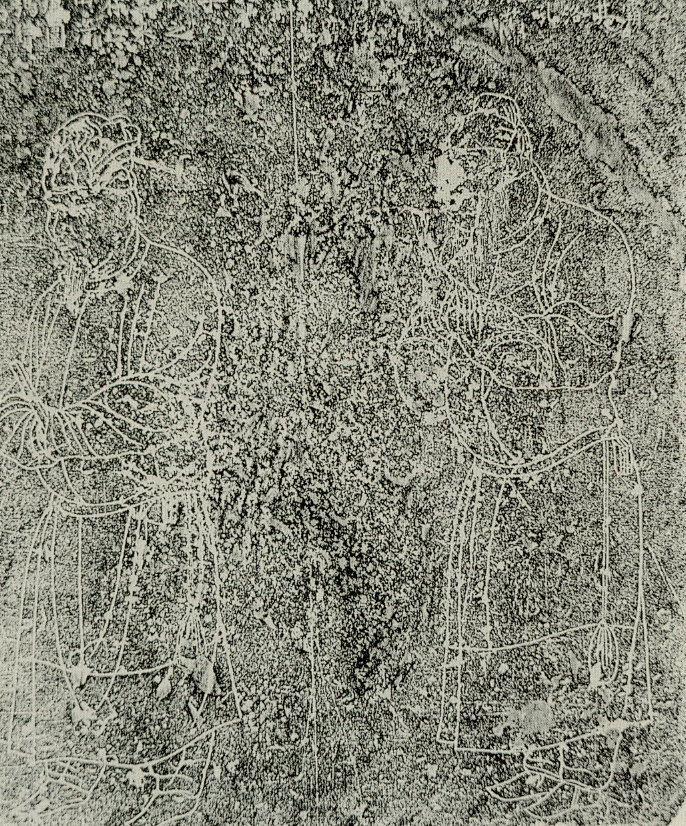
Янь Лібень. Двадцять чотири гідних похвали чиновника в палаці Лін'ян. Копія рельєфу, зроблена натиранням в 1090 р.; деталь. Центральна академія образотворчих мистецтв, Пекін.

До цього замовлення імператор Тайцзун власноруч приписав панегірик, який свідчив про важливість цього стінного розпису в святкуванні ювілею заснування імперії Тан. Як і портрети вчених, цей витвір, перш ніж загинути, проіснував досить довго. Зберігся малюнок, зроблений в 1090 році натиранням з рельєфу, на якому було викарбувана одна з копій цього розпису. Копія демонструє стилістичні особливості роботи, зокрема це зображення плавною лінією чотирьох чиновників, кожен з яких тримає церемоніальну табличку (ху), немов би присутній при палацової аудієнції. Вони стоять у майже однакових позах, які виконують символічну функцію відданості. Проте, існує деяка різницю в пропорціях і рисах осіб. Два стінних розписи з груповими портретами були самими прославленими роботами Янь Лібеня.
Про службу художника при дворі імператора Тайцзуна Чжу Цзінсюань розповідає сумний історичний анекдот:
|  | Одного разу імператор в компанії з придворними здійснюючи прогулянку біля озера Сюаньу, спостерігав, як грають на воді качки, і наказав слугам покликати Лібеня, щоб намалював їх. Слуги імператора були настільки нечемними, що просто крикнули: «Покличте пана художника!» «Лібень так стало соромно, що він залишив живопис і заповідав нащадкам не займатися мистецтвом. |

За іншими свідченнями, імператор наказав покликати Янь Лібеня і звеліти йому замалювати красивих птахів, а присутньому тут же поетові велів написати експромтом відповідні до події вірші. Ще не встигнувши перевести дух від швидкої ходьби, Янь Лібень на очах імператора і його свити тут же на березі ставка взявся малювати. Але цей епізод змусив Янь Лібеня гостро відчути своє підневільне становище при дворі. Повернувшись додому, він з гіркотою сказав синові:
|  | З дитинства я простудіював масу книг, а нині в очах людей я всього лише художник, робота моя — прислужувати панові, раз у раз терпіти приниження. Так що ти-то вже не готуйся стати художником. |

Живопис Лібень навряд чи залишив, але серед його нащадків художники дійсно невідомі.
При дворі займав посаду міністра громадських робіт. Близько 669 року Янь Лібень отримав пост прем'єр-міністра, а Гаоцзун за вірну службу двом імператорам подарував Лібеню титул «барон Болін». В 670 році Янь Лібень став главою імператорського законодавчого управління, а в 673 році помер.